# Distretto di San José (Lambayeque)
Il distretto di San José è uno dei dodici distretti della provincia di Lambayeque, in Perù. Si trova nella regione di Lambayeque e si estende su una superficie di 46,73 chilometri quadrati.

Istituito il 17 novembre 1894, ha per capitale la città di San José; nel censimento del 2005 contava 12.156 abitanti.